# Polistes industrius
Polistes industrius (лат.) — ископаемый вид ос из подсемейства Polistinae семейства Vespidae. Обнаружены в олигоценовых отложениях Европы. Франция (Céreste).
Вместе с другими ископаемыми видами ос, такими как Palaeopolistes jattioti, Polistes vergnei, Polistes signatus, Polistes kirbyanus, Polybia anglica, Polybia oblita, Polistes vergnei являются древнейшими бумажными осами подсемейства полистины.